# Vlaško Polje
Vlaško Polje (en serbe cyrillique : Влашко Поље) est un village de Serbie situé dans la municipalité de Knjaževac, district de Zaječar. Au recensement de 2011, il comptait 108 habitants.

## Démographie

### Évolution historique de la population
| 1948 | 1953 | 1961 | 1971 | 1981 | 1991 | 2002 | 2011 |
| ---- | ---- | ---- | ---- | ---- | ---- | ---- | ---- |
| 425  | 422  | 402  | 354  | 311  | 224  | 172  | 108  |

|  |